# کارخانه‌های گورکانی

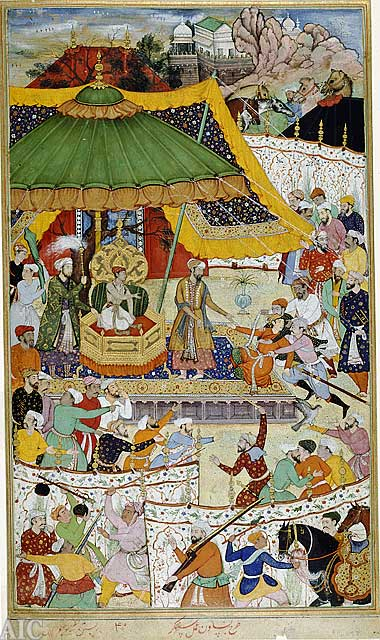
بارگاه اکبرشاه، ایل عامه

کارخانه یا قورخانه محل‌هایی برای تولید و کارگاه‌های صنعتگران بود که شاهان گورکانی در امپراتوری خود تأسیس کرده بودند. این کارخانه‌ها واحدهای تولیدی کوچکی برای فنون، هنر و صنایع دستی مختلف و همچنین برای برطرف کردن نیازهای داخلی و نظامی امپراتوری بودند. کارخانه‌ها بر اساس ماهیت شغل نامگذاری و طبقه‌بندی می‌شدند؛ مثلاً رنگ‌خانه و چاپ‌خانه برای رنگرزی و چاپ پارچه بودند. اصطلاح توشک‌خانه برای توصیف کارگاه‌هایی به کار می‌رفت که شال می‌بافتند و آن را گلدوزی یا سوزن‌دوزی می‌کردند. کارخانه‌های شاهنشاهی یا سلطنتی برای کالاها و سلاح‌های تجملی و زینتی بود. کارخانه‌ها محلی برای فعالیت‌های مختلف تولیدی و همچنین اکتشاف فنون و نوآوری‌های جدید بودند. برخی از عملیات مانند بافندگی، گلدوزی، و کارهای پارچه بافی اغلب زیر سقف انجام می‌شد که شبیه یک خط مونتاژ یکپارچه بود.

## کارخانه‌ها
کارخانه‌ها در عصر گورکانیان به ویژه در زمان اکبر کبیر در مقایسه با دوره سلطان‌های پیشین بسیار سازماندهی‌شده‌تر و بزرگ‌تر بودند. گورکانیان مُغُل استانداردهای کارخانه‌ها که قبلاً توسط سلاطین پیشین هند در سلسله‌های مختلف بدست آمده بود، ارتقاء دادند. آن‌ها با صداقت فراوان به امور اداری می‌نگریستند و سلسله مراتب دقیقی را در این سیستم حفظ می‌کردند؛ به عنوان مثال، نظام منصب‌داری که توسط اکبر تأسیس شد. امپراتوری مغول به چندین «صوبه» تقسیم می‌شد که هریک خود به چند «سرکار»، «پرگنه» و «گرم» تقسیم می‌شدند، همچنین سه روش جمع‌آوری درآمد مالیاتی وجود داشت؛ مانند کانکوت، رای و ضبطی. در امپراتوری گورکانی، رشد سریع شهرنشینی و وسعت ارتش بزرگ (که برای اداره صحیح چنین منطقه وسیعی لازم بود)، تولید سلاح و سایر کالاها در مقیاس بزرگ را ضروری می‌کرد. از این رو تأسیسات بزرگی از کارخانه‌های سلطنتی به وجود آمده بود.

### مدیریت
کارخانه‌ها عمدتاً برای برآوردن نیازهای دولتی کار می‌کردند. در این مکان‌ها صنعتگران بر خلاف سیستم صنعتگری سنتی (که در آن آزادی قابل توجه و کنترل مستقلی بر فرایند تولید وجود داشت)، قرار بود طبق دستور (پیروی از دستور سرکارگران) کار کنند. کارخانه‌های سلطنتی صنعتگران مختلفی را که در صنایع مختلف تخصص داشتند، به کار می‌گرفتند.
کارخانه‌ها توسط دولت، اعیان، منصبداران و زمینداران نگهداری می‌شد. در هر کارخانه یک «تحویل‌دار» به همراه یک «داروغه» و یک ناظر مشغول به کار بودند. «خانِ سامان» نامی برای رئیس کارخانه‌ها یا کارگاه‌های سلطنتی بود. خان سامان قرار بود بهترین صنایع دستی را با رعایت پروتکل‌های تعیین شده به امپراتور ارائه کند. از این رو، جذب بهترین صنعتگران کاملاً ضروری به نظر می‌رسید. طبق گفته‌های کتاب آیین اکبری، ۳۶ کارخانه طبقه‌بندی شده وجود داشت. شایان ذکر است که یکی از «بخت‌آورها» که جزء اشراف بودند، کارخانه‌هایی را در دهلی، آگرا، لاهور و بوهارانپور تأسیس کرد.

### حسابرسی
کارخانه‌ها تقریباً مانند بخش‌های سازمان‌یافته امروزی عمل می‌کردند؛ هرچند با بودجه دولتی، مواد با هزینه‌های از پیش تعیین‌شده توسط دولت تأمین می‌شدند و حساب‌های سود و زیان برای هر یک از کارخانه‌ها محاسبه می‌شد. امروزه سوابقی موجود است که فرمانروایان آمبر که از اشراف گورکانی بودند، دربارهٔ کارخانه‌ای سلطنتی نوشته‌اند و حسابسرسی را در آن انجام داده‌اند. در این سند تاریخی حساب‌ها (سرها) مختلفی آمده؛ مثلاً: جامه خرج، ارهستا، توزی، توزی (توجیه) جامه خرج توپخانه، پالکی‌خانه، شوترخانه، زین‌خانه. 'جامه' و 'خرج' در این سند نشان‌دهنده «دخل» و «خرج» در حسابرسی هستند. سایر اصطلاحات مرتبط ذکر شده در سوابق عبارتند از:
- جامه خرج یک حساب خزانه داری که قبلاً نگهداری می‌شد (دریافت‌ها و پرداخت‌های ماهانه).
- ارهستا رکورد درآمد است.
- توزی (سوابق در برگه‌های جداگانه هستند)[۸] برای کارگاه‌ها و انبارهای دولتی مختلف، کالاهای تولید شده و دستمزدی که به کارگران داده می‌شد.[۹]
- توزی جامه خرج - توپخانه[۱۰] اطلاعات آماری با جزئیات دقیق در مورد هزینه‌های روزانه انجام شده برای مواد اولیه، دستمزد، تعمیر اسلحه است.
- سیله‌خانه دربارهٔ حساب‌های سیله پوشان (مبارزان) است.
- شوتَرخانه برای محموله‌های دریافتی در مورد حیوانات است.[۱۱]
- زین‌خانه سوابق مهار، زین و افسار است.

## محصولات و انواع
کارخانه‌ها اسلحه، مهمات و اقلام مختلف برای دربار و امپراتور از قبیل لباس، شال، عمامه، جواهرات، طلا و نقره، عطر، دارو، فرش، ملافه، چادر و لوازم آهنی، مسی و سایر فلزات مربوط به اصطبل شاهنشاهی را تولید می‌کردند.
- سیله‌خانه کارخانه‌ای برای تولید اسلحه و زرادخانه بود.[۱۲]
- برای تولید پارچه، کارخانه‌های جداگانه ای وجود داشت، مثلاً چاپ‌خانه و رنگ‌خانه (چاپ و رنگرزی)، توش‌خانه (شال و تزیین)، کرک‌کارخانه (جالباسی).[۱۲]
- فراش خانه (برای فرش، کف پوش، قالیچه، حصیر و چادر)[۱۳]

## آلبوم عکس

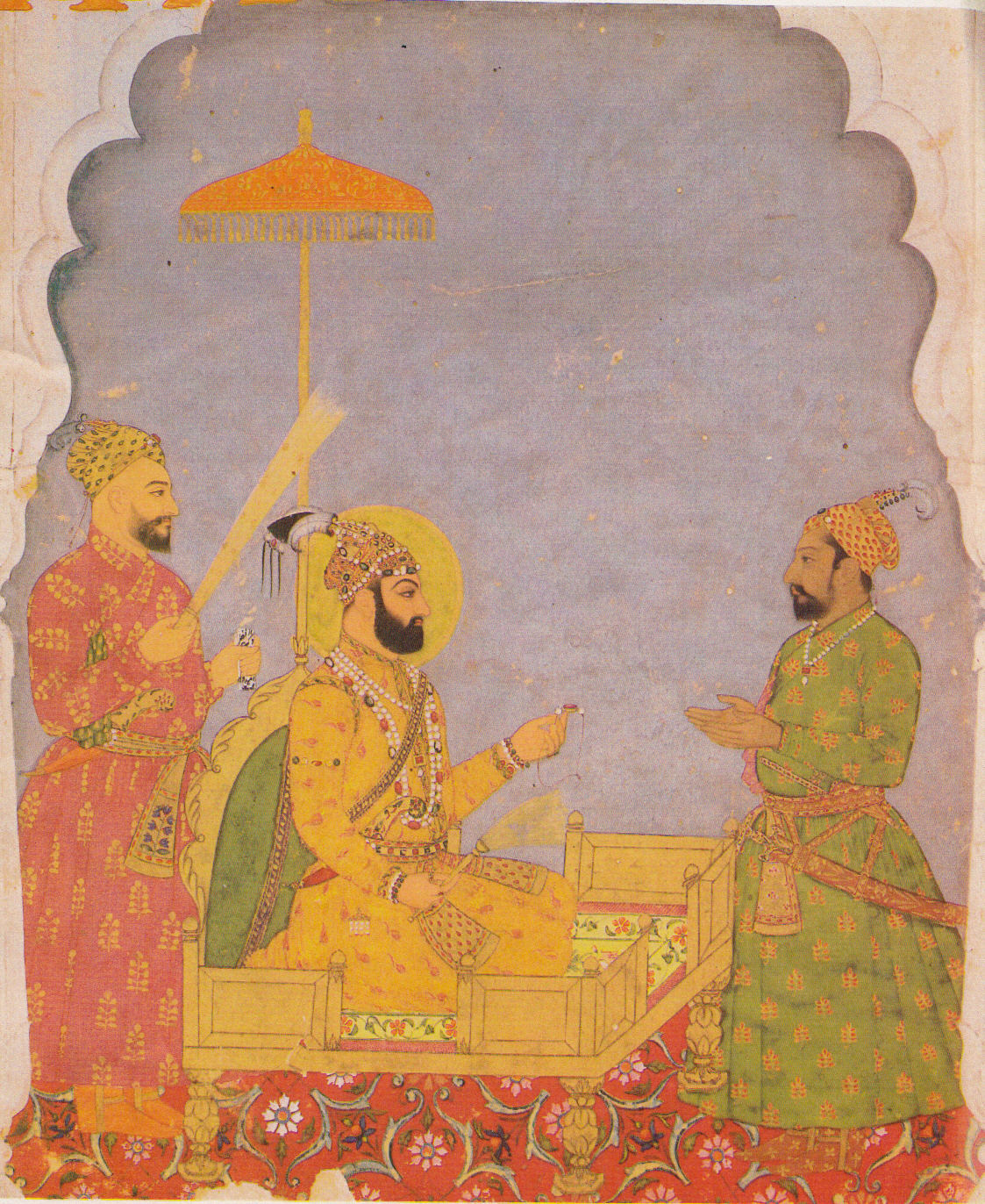
Emperor Farrukhsiyar Bestows a Jewel on a Nobleman
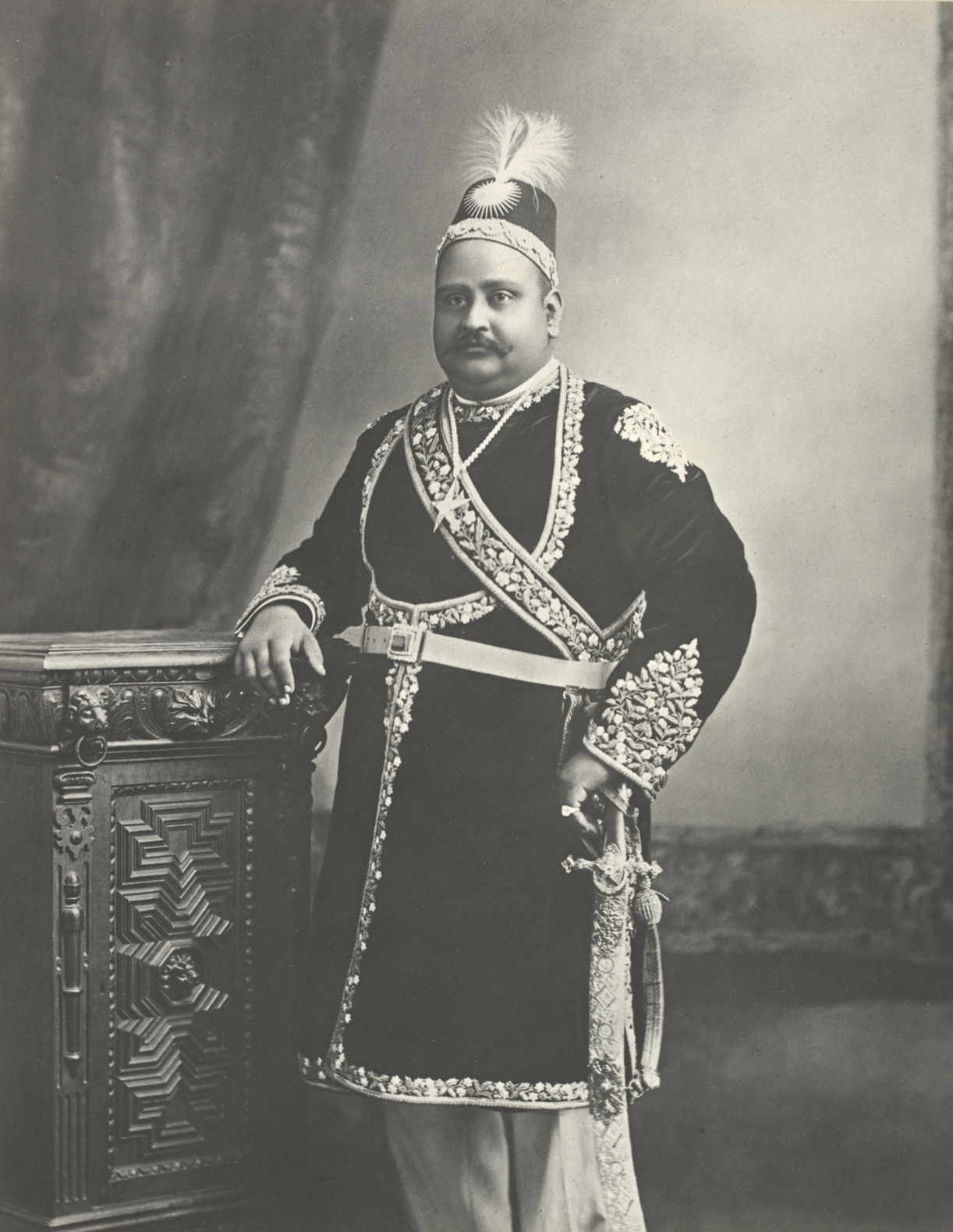
Sir Nawab Khwaja Salimullah was a zamindar with the title of Nawab.
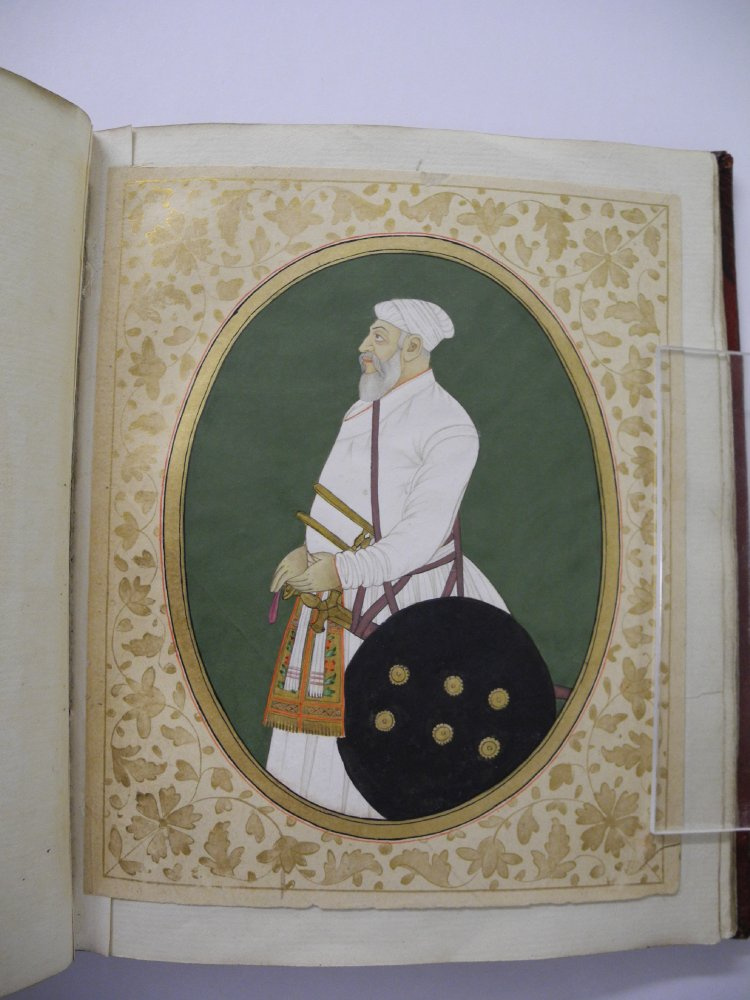
Late 17th century portrait of Fírúz Jang Khán, ruler of Bijapur
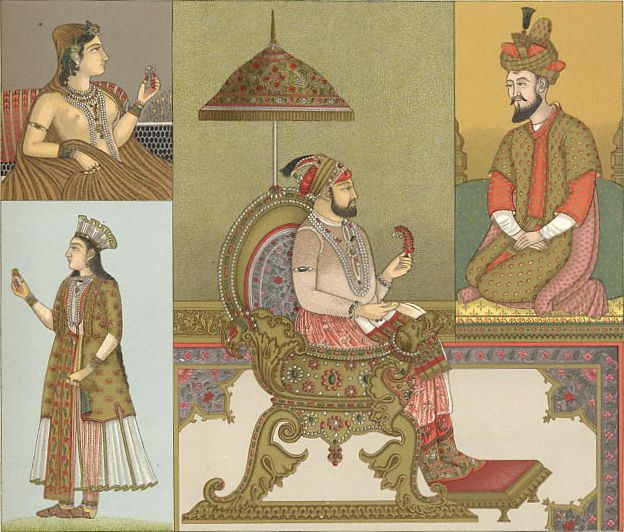
Late 19th century "Costume of India - Moguls" picture depicting Mogul woman (upper left), Mogul Emperor Farrukhsiyar (center) died 1719, and Emperor Humayun (upper right), died in 1556
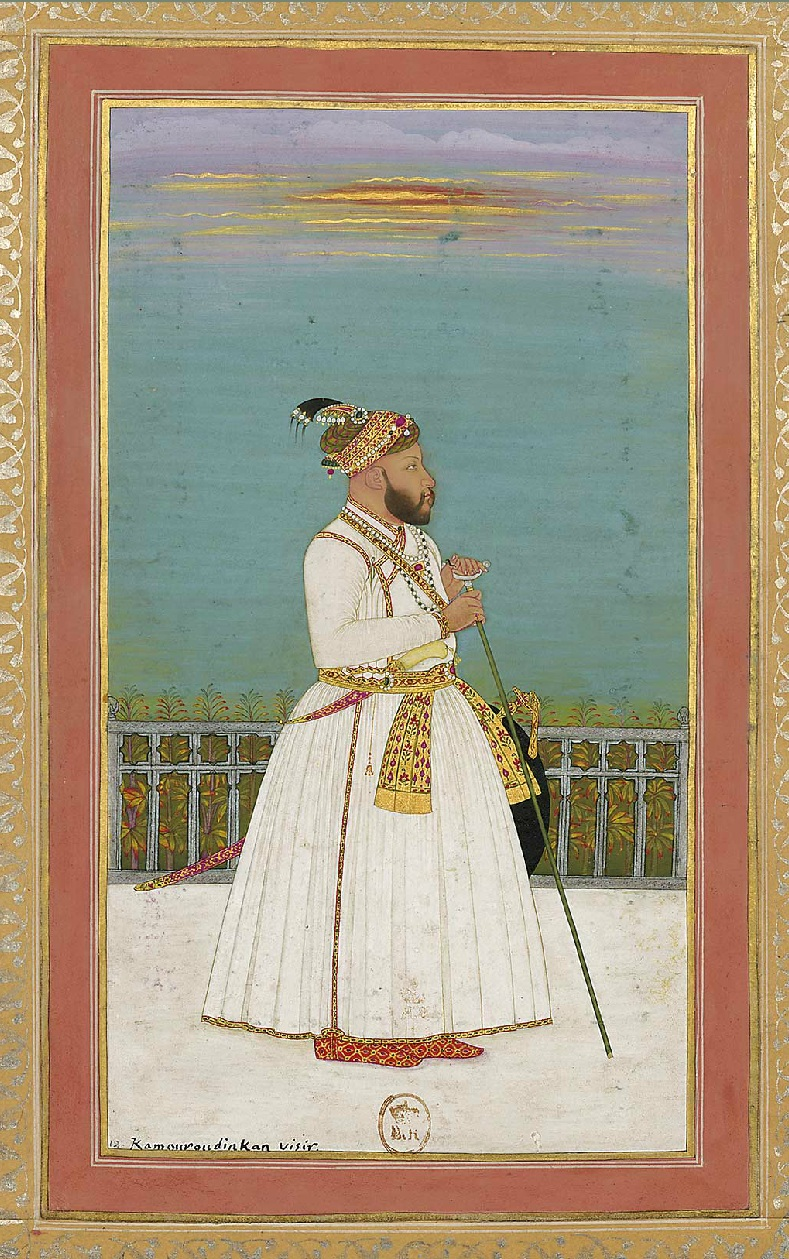
Vizier Qamar ud-Din circa 1735
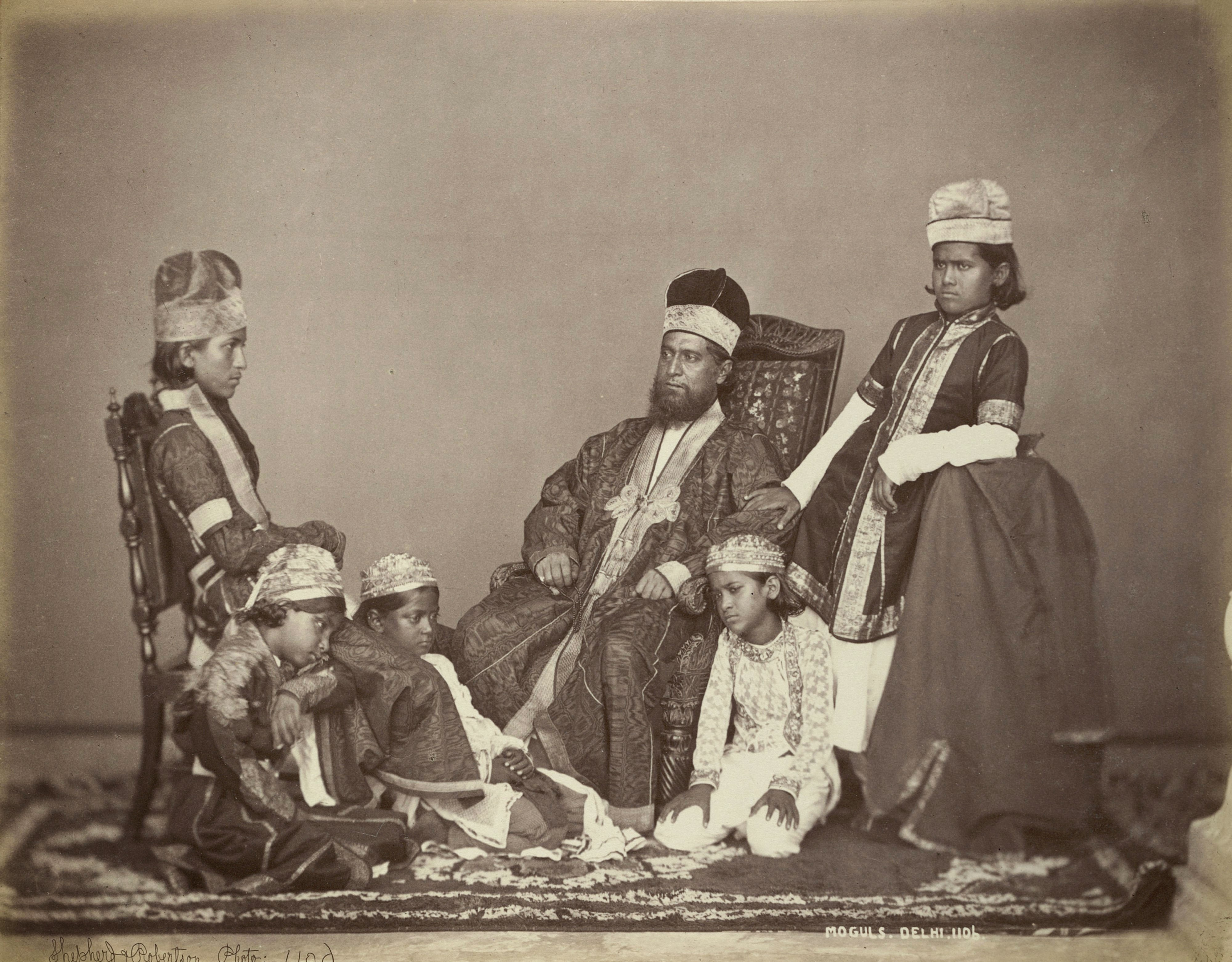
Portrait of "Mogul" father with his children in Delhi (Shepherd & Robertson) circa 1863
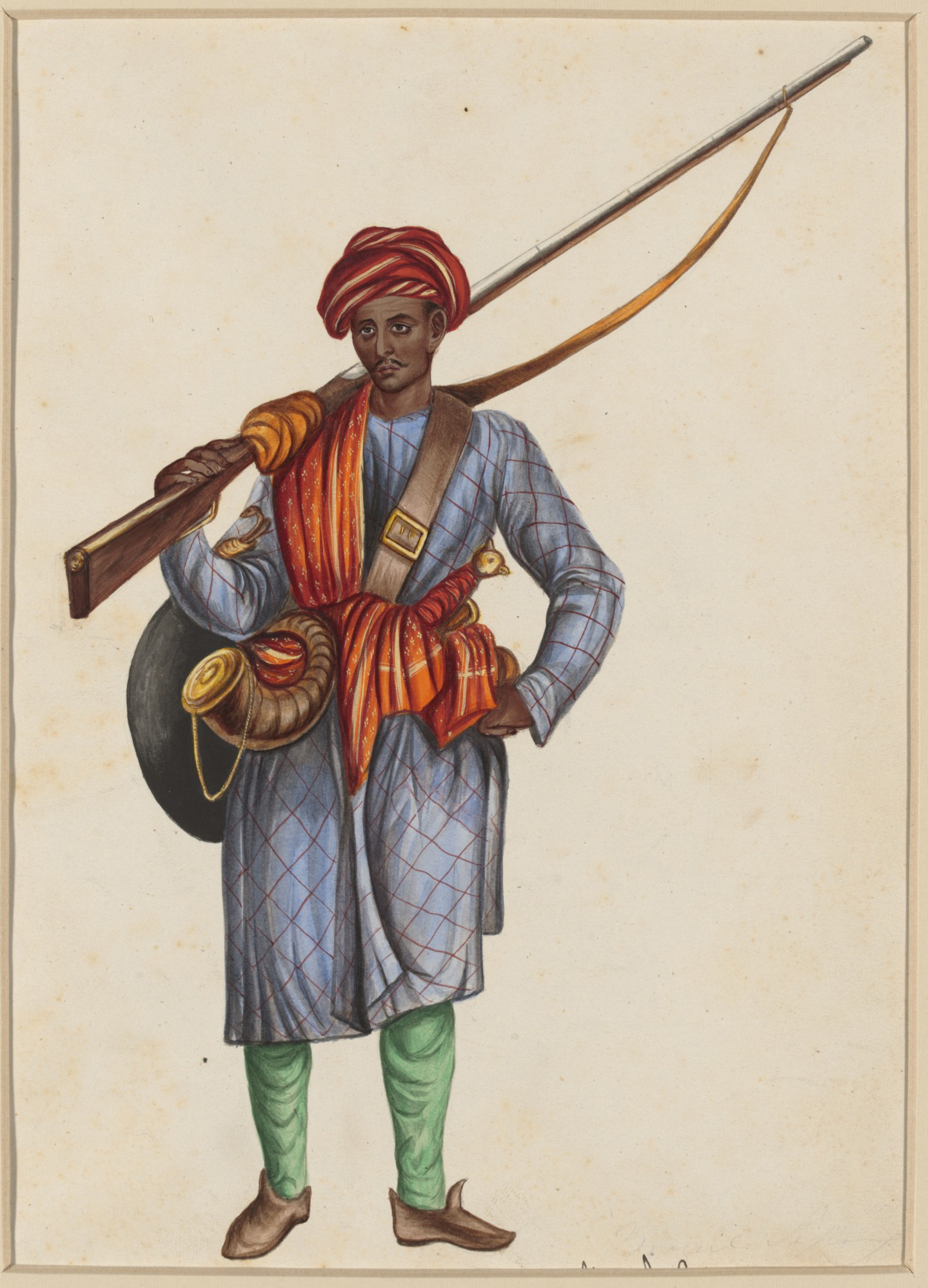
Mughal soldier, 19th century.
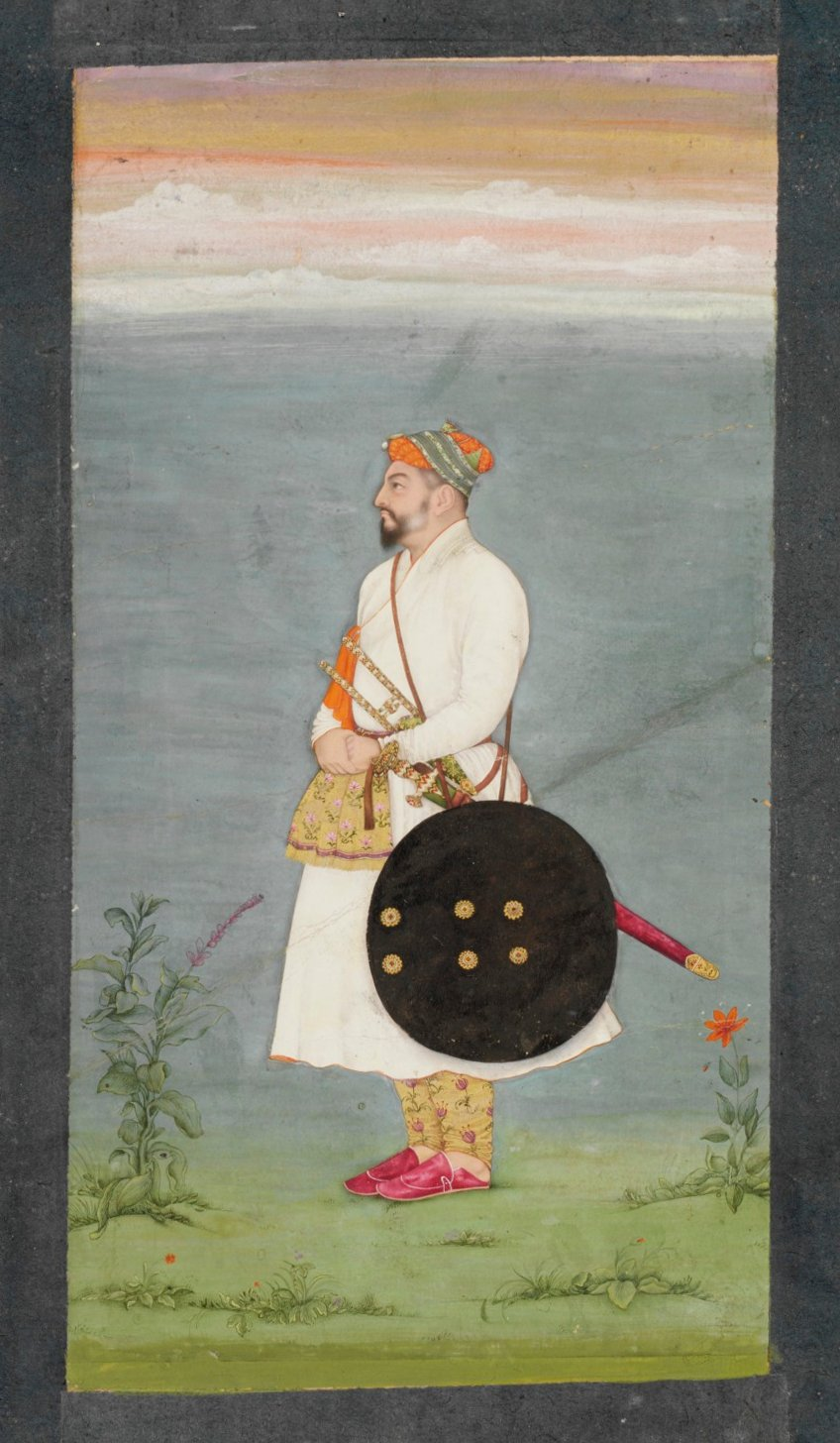
Mughal officer, 17th century.
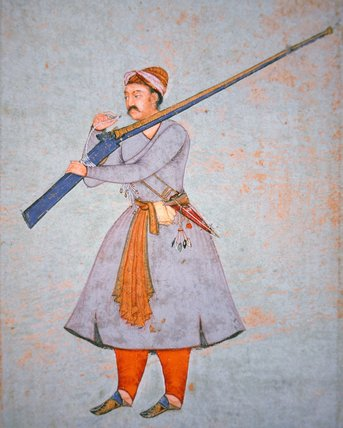
Officer of the Mughal Army with large Matchlock
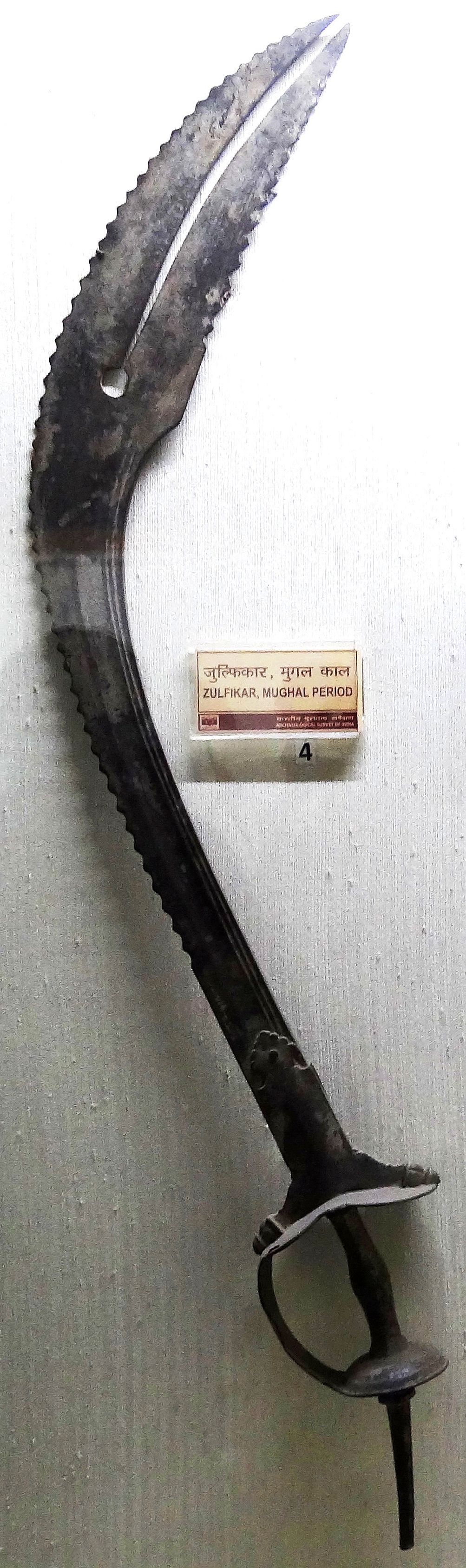
Zulfikar, a Mughal sword
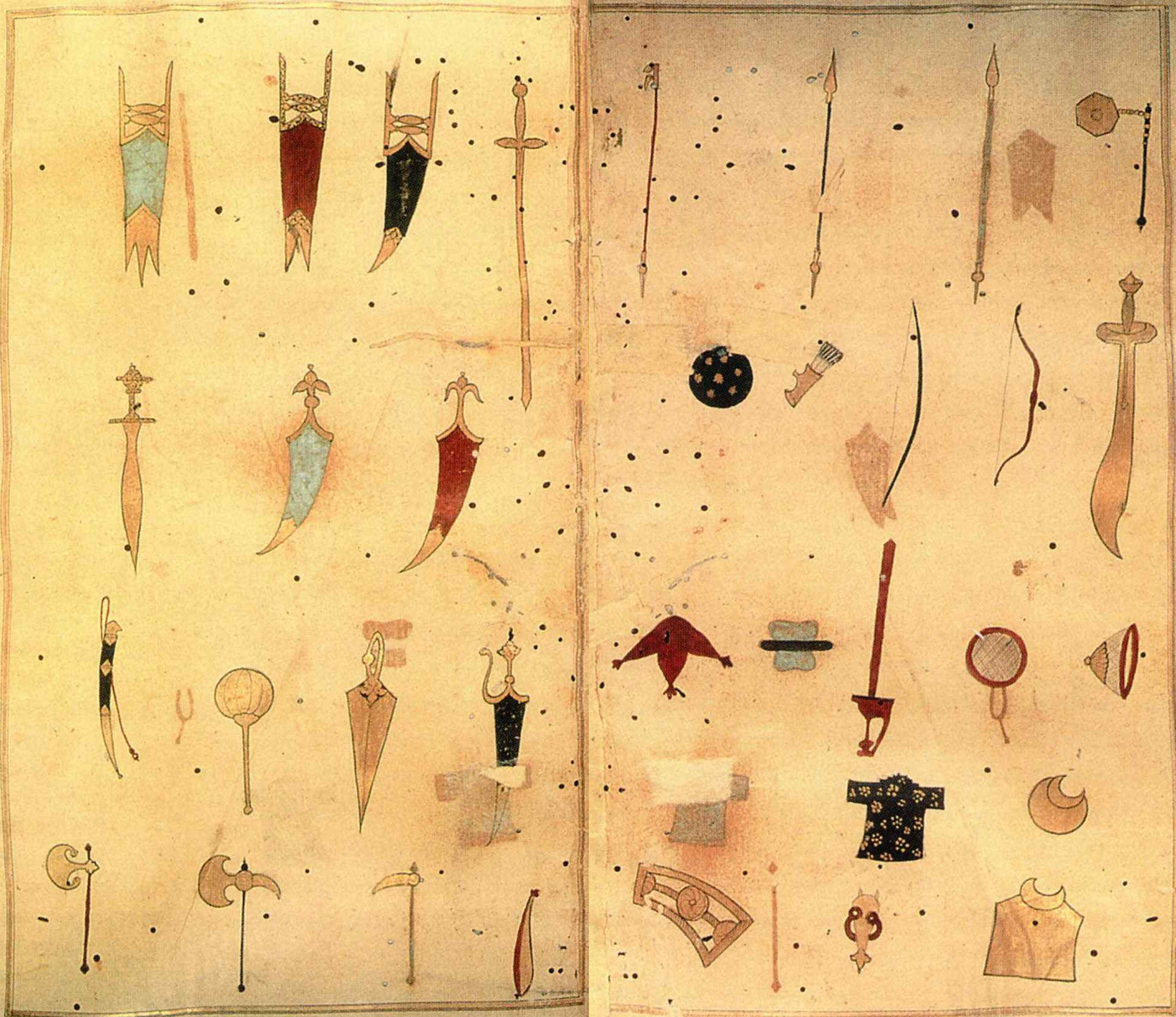
Ain-i Akbari weaponry
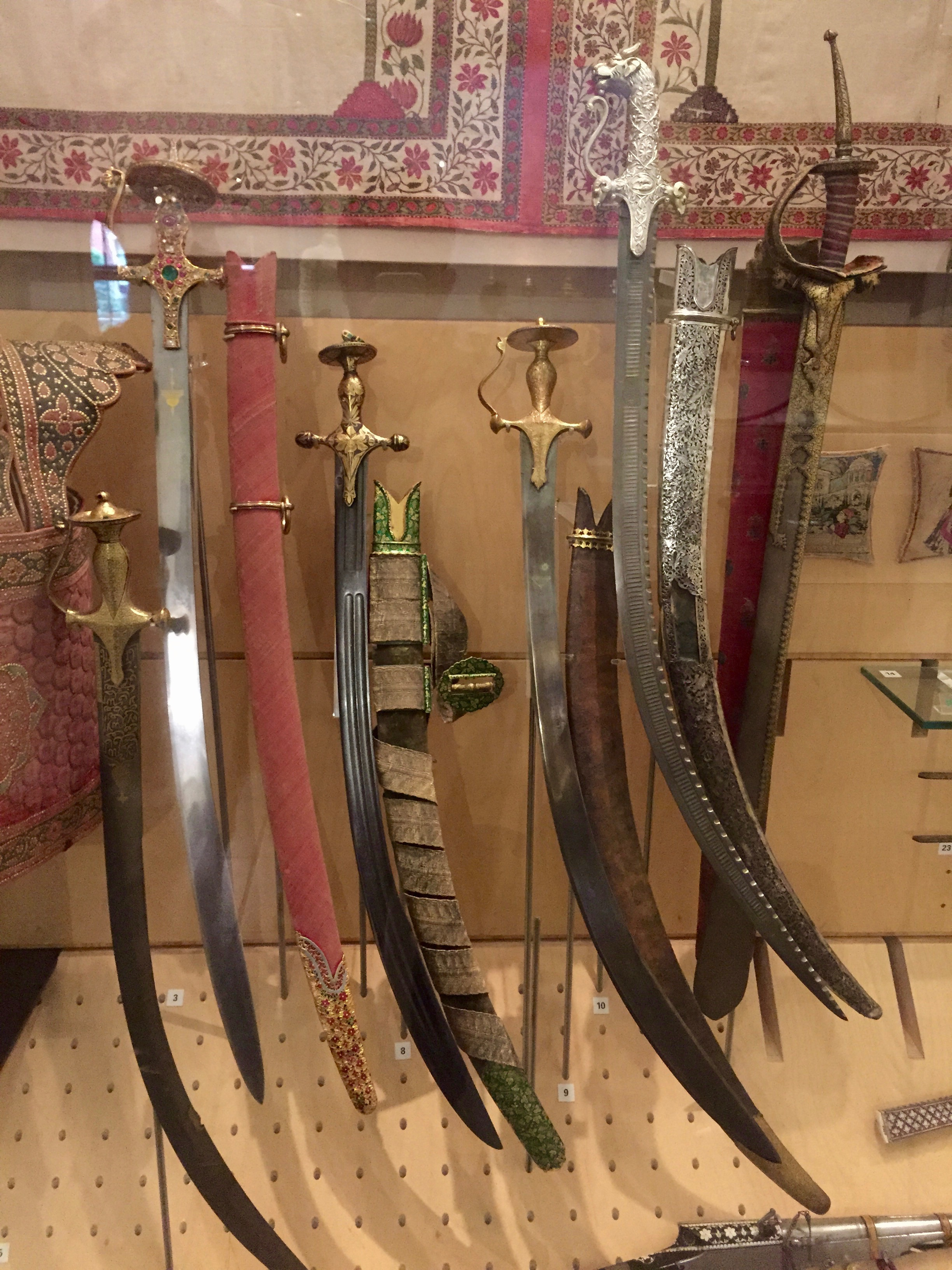
Prince Dara Shikuh's sword and scabbard (number 8), at the V&A Museum in London.
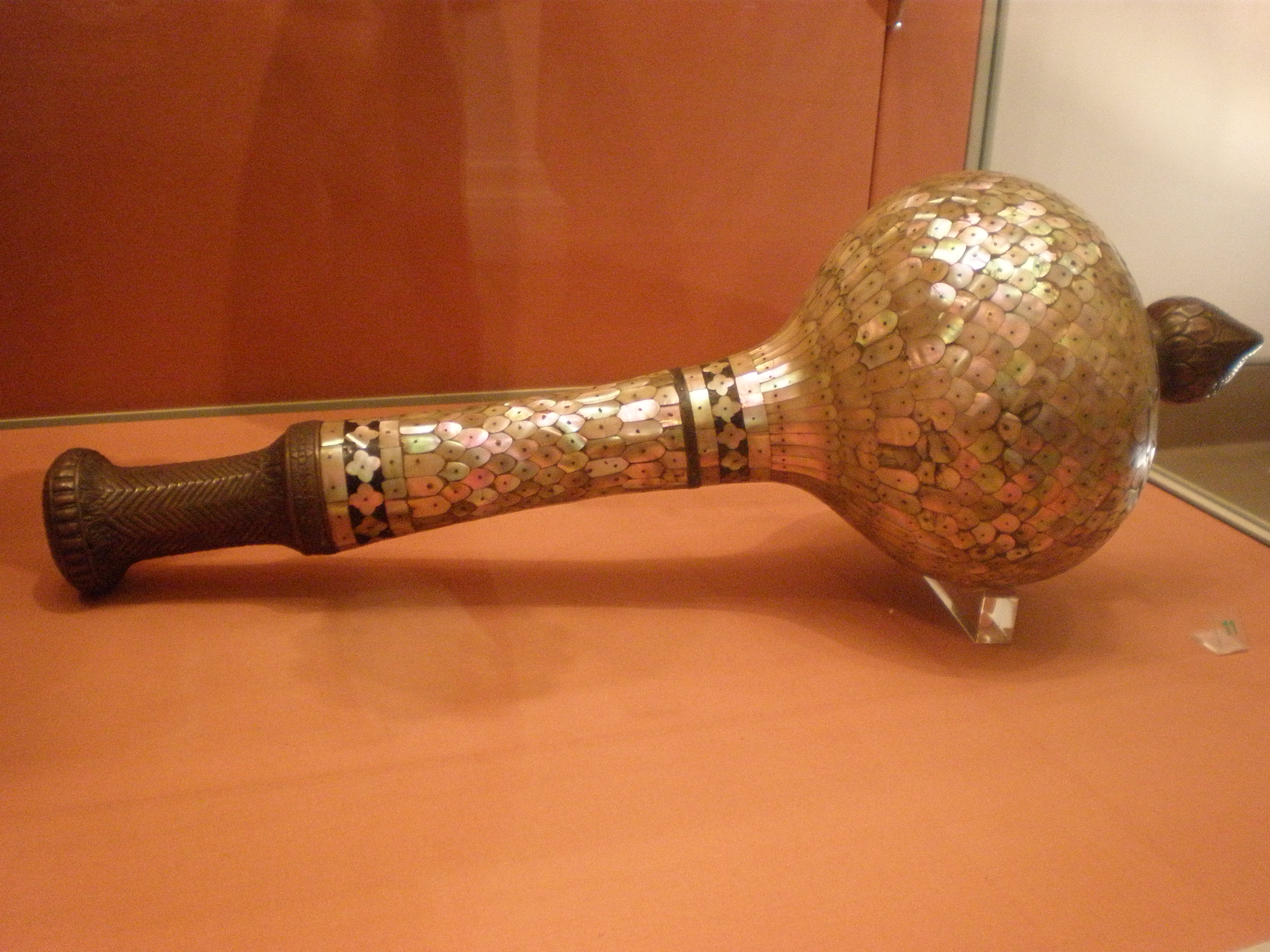
Ceremonial Mace chob
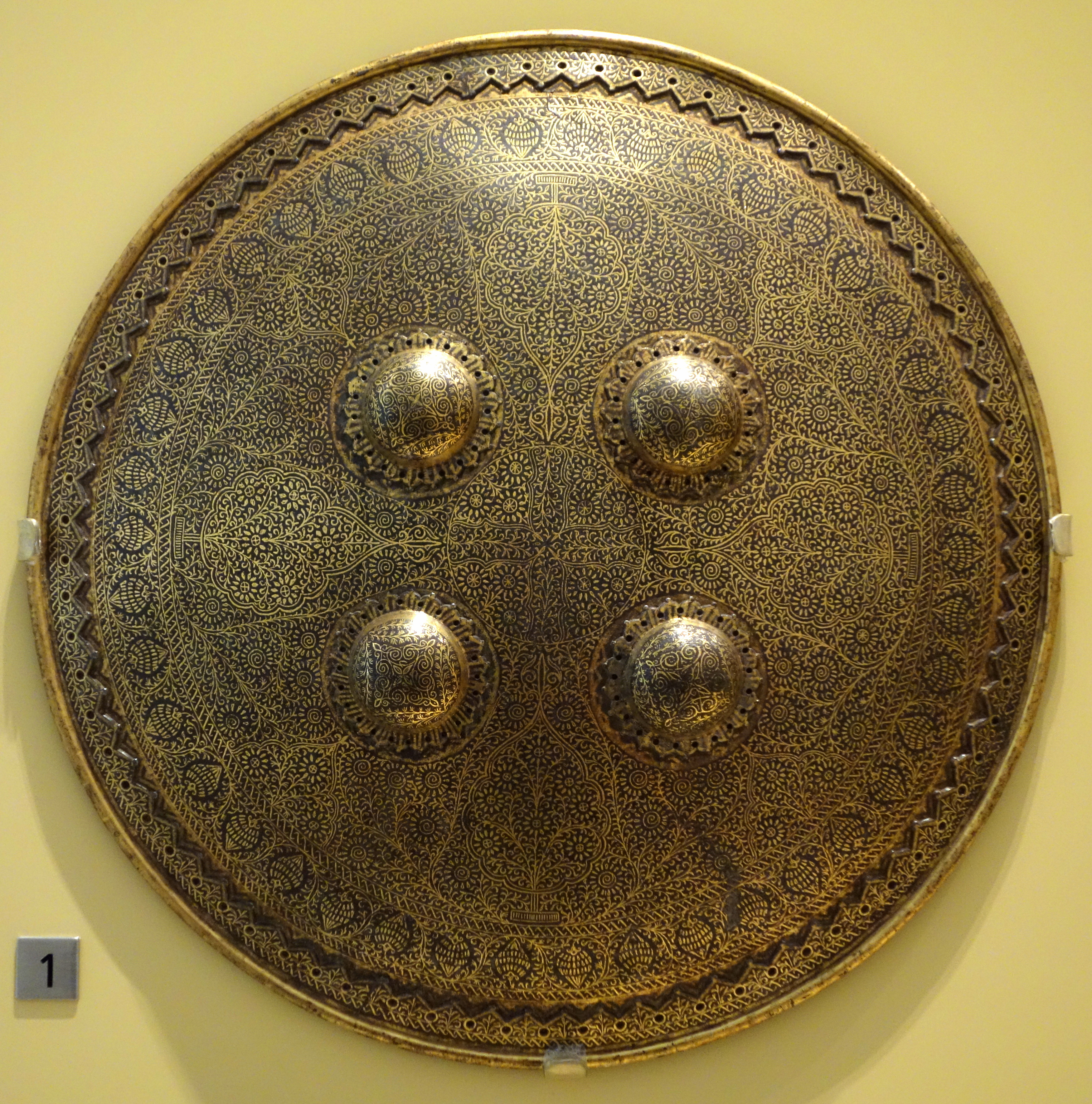
Dhal (shield), North India, Mughal period, 17th century, steel, gold, silk, leather - Royal Ontario Museum - DSC04543
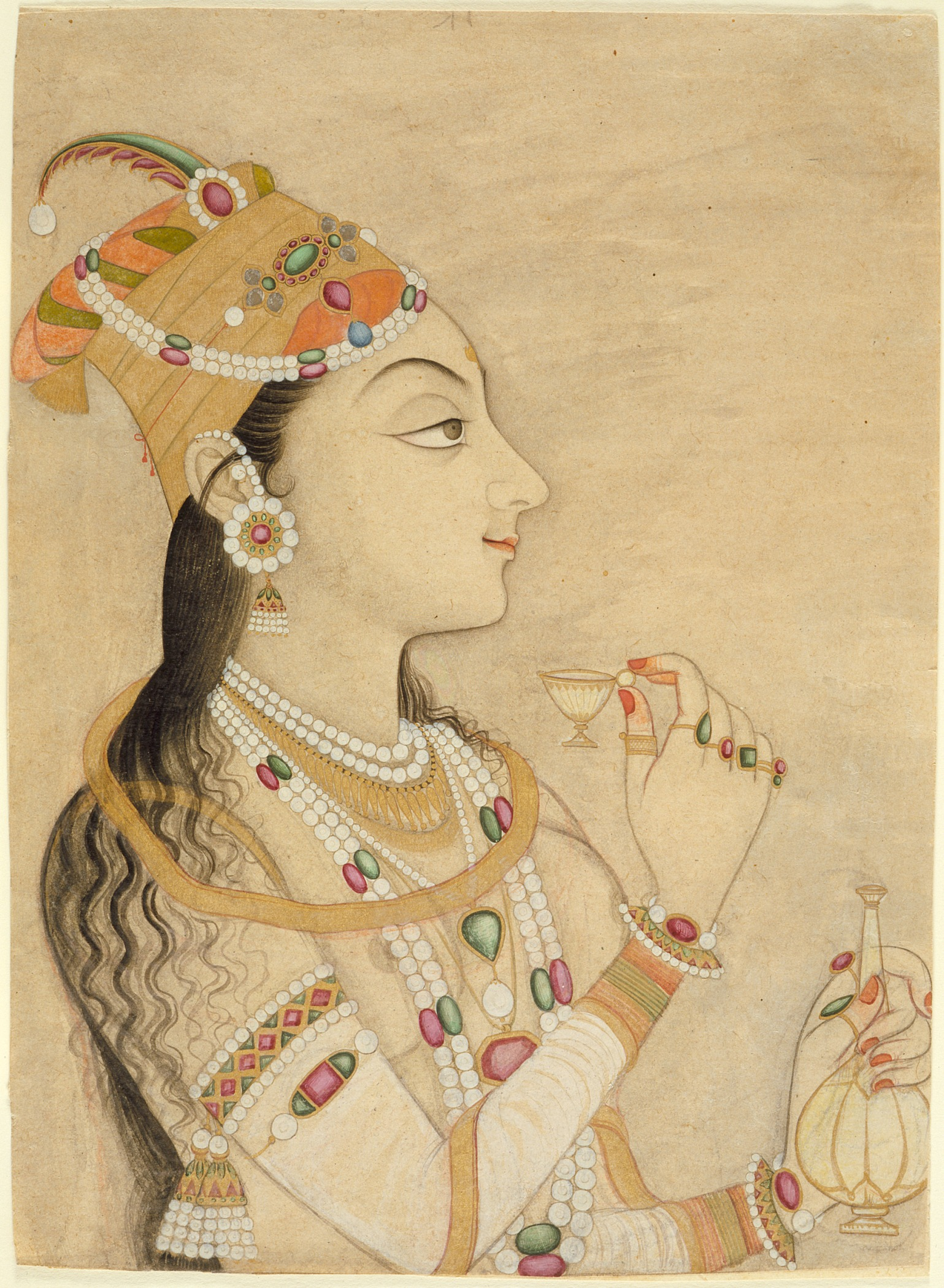
Idealized Portrait of the Mughal Empress Nur Jahan (1577-1645)? LACMA M.81.271.7
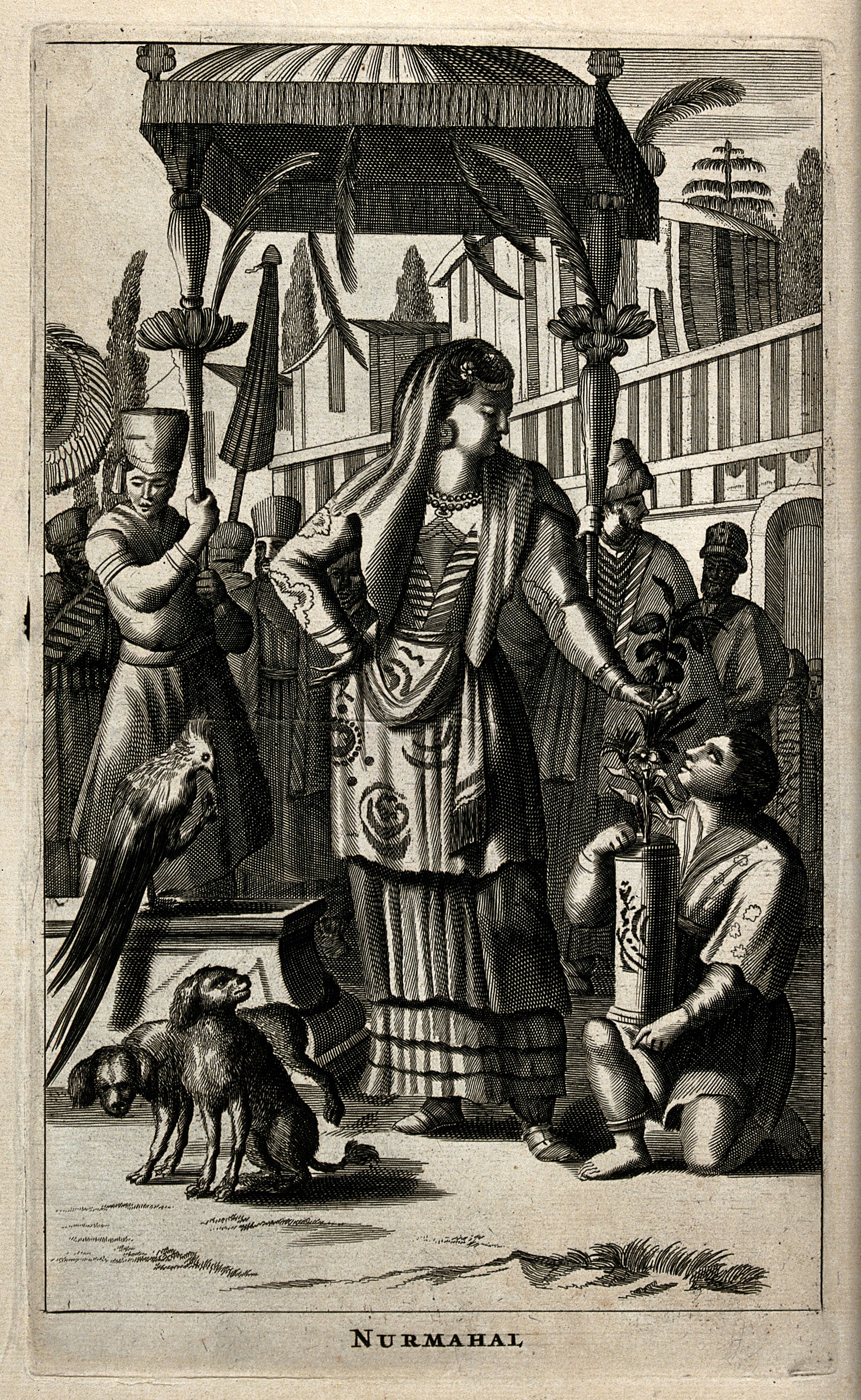
Nur Jahan with her servants
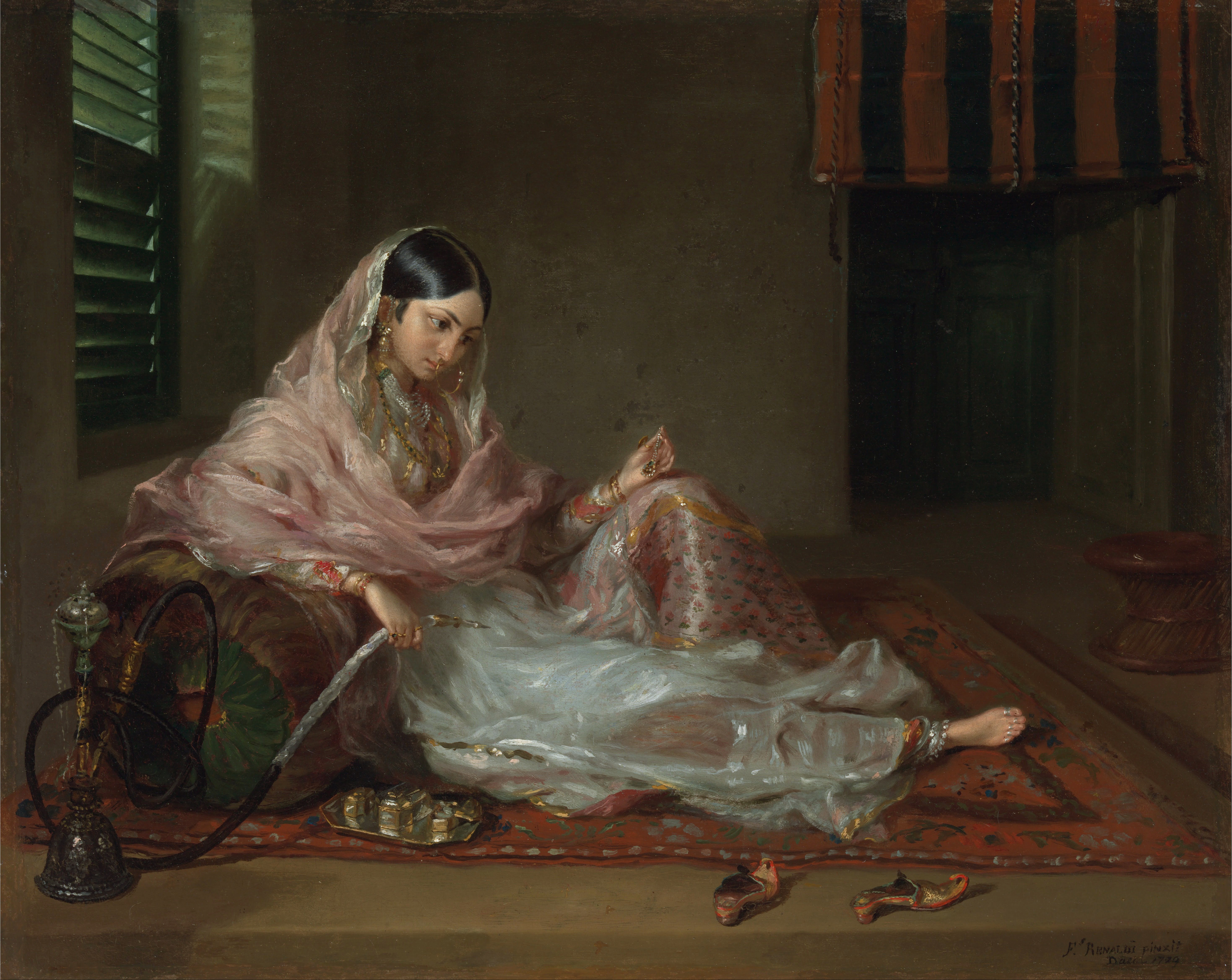
A woman in fine Bengali muslin
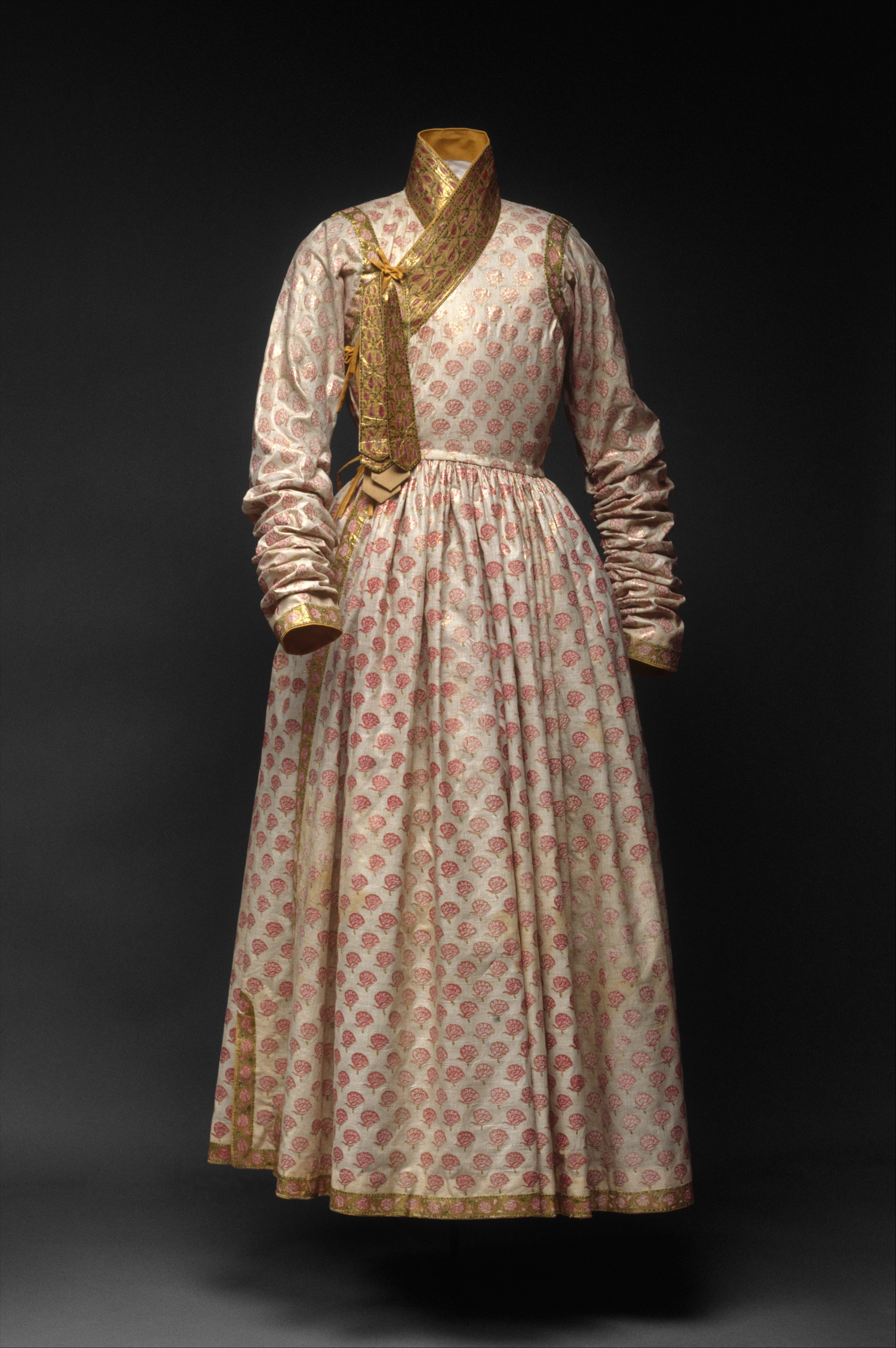
Jama coat worn during Mughal period, 17th century, The Metropolitan Museum of Art